# Creatonotos defasciata
Creatonotos defasciata är en fjärilsart som beskrevs av Embrik Strand 1919. Creatonotos defasciata ingår i släktet Creatonotos och familjen björnspinnare. Inga underarter finns listade i Catalogue of Life.